# Boris Tičić
Boris Tičić (* 22. Mai 1957) ist ein kroatischer Fußballtrainer und ehemaliger Fußballspieler.

## Werdegang
Der Libero und Mittelfeldspieler spielte von 1982 bis 1986 für den Verein HNK Rijeka in der ersten Liga Jugoslawiens. Nach 69 Spielen und einem Tor wechselte er im Sommer 1986 zum deutschen Zweitligisten Arminia Bielefeld. Für den Spieler zahlten die Bielefelder eine Ablösesumme von 120.000 Mark, die Geschäftsführer Siegfried Kuntze in bar am Flughafen Zagreb an den Spielervermittler Milanović übergab. Nach seiner Ankunft in Bielefeld erklärte Tičić den Verantwortlichen, dass er ablösefrei gewesen ist, was von seinem alten Verein bestätigt wurde.
Sportlich debütierte Tičić am 26. Juli 1986 beim torlosen Unentschieden der Bielefelder bei Fortuna Köln für die Arminia. Er absolvierte neun Spiele, in denen er ohne Torerfolg blieb, bevor Tičić nach einer Verletzung monatelang ausfiel. Am Ende der Saison 1986/87 verließ er Bielefeld mit unbekanntem Ziel. Später wurde Tičić Trainer und betreute die kroatischen Vereine NK Poromac, Rudar Labin und NK Crikvenica.